# Sesambrood

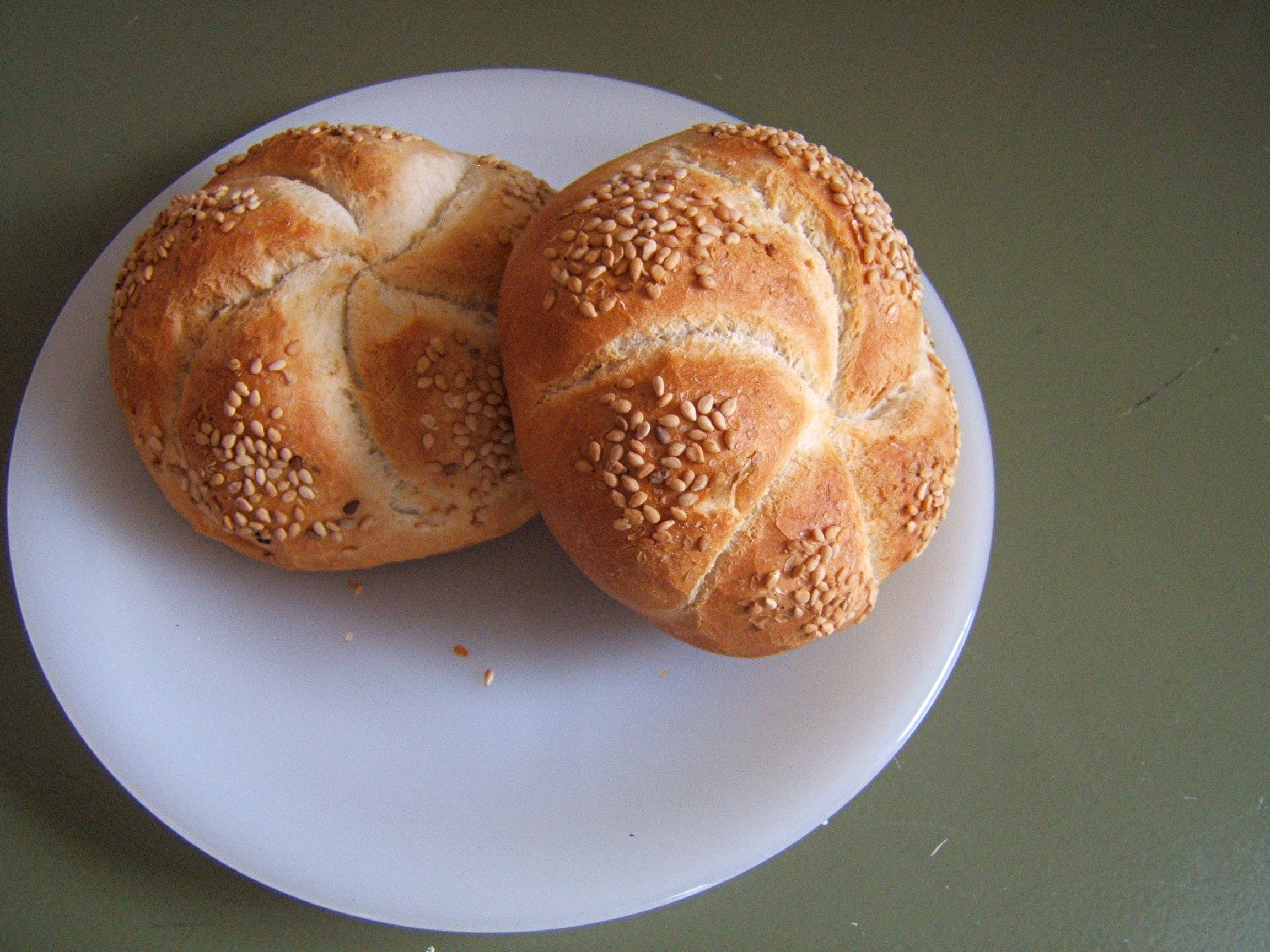
Kaiserbroodjes met sesamzaad

Sesambrood is een verzamelnaam voor brood dat bedekt is met sesamzaad. Sezamzaad is afkomstig van de plant Sesam (Sesamum indicum) en heeft een licht nootachtige smaak. Het is rijk aan olie,  eiwitten en verschillende mineralen en vitamines. 
In Nederland werd sesambrood aanvankelijk veel in natuurvoedingswinkels verkocht, maar het is nu ook bij vele reguliere bakkers en supermarkten verkrijgbaar.

## Simit en challe
De Turkse variant van sesambrood, simit, en de Poolse variant obwarzanek hebben de vorm van een ring en lijken op een bagel. In Turkije eet men simits als ontbijt of als tussendoortje.
De Hebreeuwse variant van sesambrood, challe of challa wordt op de sjabbat en tijdens feestdagen gegeten.